# Тхотхонг

Тхотхонг (тайск. ธง, тхонг — «флаг») — тхо, 24-я буква тайского алфавита, одна из четырёх букв «тхо» нижнего класса аксонтамкху, имеющих одинаковые правила произношения, но разделённые орфографической традицией, в лаосском алфавите группа этих букв объединена в букву тхотхунг (флаг). Как инициаль относится к аксонтамкху (парная нижнего класса), как финаль относится к матре мекот. В сингальском пали соответствует букве махапрана даянна, в бирманском пали — даучхай. Слова, начинающиеся на тхотхонг, в основном, заимствованы из пали и санскрита.